# 稲沢町
稲沢町（いなざわちょう）は、愛知県稲沢市の大字。郵便番号は492-8217。

## 概要
市の中央部、大江川（大江用水）と三宅川に挾まれた地域に位置する。
小字は主部を構成する下田、前田に加えて3箇所に散在する飛地の札ノ辻、割田、北島の5つから成る。

### 隣接している町・字
東から反時計回りに示す。
主部
前田、小沢、稲葉、西町、重本、池部町、大塚町、大塚北
札ノ辻
小沢、北山、稲葉
割田
稲島、稲沢町北山、小沢
北島
稲葉、木全町、西町

## 交通
鉄道は通っておらず、東部にある名鉄名古屋本線 国府宮駅が最寄りとなる。
主部の東西を愛知県道65号一宮蟹江線（南大通り）が横断し、国府宮駅から名鉄バス稲沢中央線が利用可能。

## 施設
- 名古屋文理大学
- 稲沢市荻須記念美術館 - 同市出身の画家・荻須高徳にちなむ。
- 日本メナード化粧品工場
- 稲沢市立稲沢西中学校 - 敷地は隣接する大塚町にまたがる。
- 稲沢公園

### WEB
1. ↑  “読み仮名データの促音・拗音を小書きで表記するもの(zip形式) 愛知県” (zip).   日本郵便 (2024年2月29日). 2024年3月26日閲覧。
2. ↑  “市外局番の一覧” (PDF).   総務省 (2022年3月1日). 2022年3月22日閲覧。
3. ↑  “ナンバープレートについて”.   一般社団法人愛知県自動車会議所. 2024年1月21日閲覧。